# Saga (comics)
Pour les articles homonymes, voir Saga (homonymie).
Saga est une série américaine de comic books de science-fiction fantastique créée par Brian K. Vaughan (scénario) et Fiona Staples (dessin), publiée par Image Comics. La version française est éditée par Urban Comics. 
La série suit l'histoire d'un couple, Alana et Marko, issus de deux espèces extraterrestres en guerre depuis des décennies. Fuyant les autorités des deux espèces et des quatre coins de la galaxie, ils essaient de survivre et de s'occuper de leur fille, Hazel, qui vient juste de naître et narre rétrospectivement l'histoire de son point de vue d'adulte.

## Synopsis
Alana et Marko viennent tous deux de planètes différentes dont les peuples s'affrontent dans une guerre depuis des décennies. Alana vient d'une coalition à la technologie hautement avancée, la coalition de Continent (Landfall), nommée depuis la planète Continent, la plus grosse de la galaxie. Marko vient de Couronne (Wreath), la seule lune satellite de Continent, dont le peuple manie la magie. Les habitants de Continent ont des ailes tandis que ceux de Couronne ont des cornes. Dans la mesure où la destruction d'une de ces deux planètes enverrait directement l'autre hors de son orbite, leur guerre s'est étendue à bien d'autres planètes. De ce fait, même si la paix fut finalement restaurée sur les deux terres mères du conflit, il s'installa plus loin sur d'autres planètes, forçant les peuples à choisir leur camp.
Les deux protagonistes se rencontrent alors qu'Alana est assignée à la garde du prisonnier de guerre Marko sur la planète Clivage (Cleave). Tombant amoureux, ils s'échappent ensemble. Dans le tout premier chapitre, on assiste à la naissance de leur fille, Hazel, qui se trouve être la narratrice de l'histoire.  
D'abord tous deux poursuivis pour désertion, c'est lorsque la naissance d'Hazel est découverte qu'ils vont être recherchés intensivement par leurs peuples respectifs pour haute trahison et pour empêcher la révélation au grand public de la possibilité pour les deux espèces de procréer ensemble. Cette découverte pourrait endommager les doctrines répandues par les autorités de Continent et de Couronne qui se détestent et se répugnent mutuellement. 
Sur Continent, le Prince Robot IV est envoyé par son père pour les capturer tandis que sur Couronne c'est un mercenaire appelé Le Testament (The Will) qui est envoyé pour la même mission. 
Avant de partir de Clivage, Izabel, un esprit fantôme, est liée à Hazel. Les quatre personnages s'échappent de la planète ensemble avant d'être rejoints par les parents de Marko.

## Analyse
Une partie des dialogues est dans une langue inventée, proche de l'espéranto : selon Fiona Staples, le « langage bleu » est proche de la langue obtenue en demandant de traduire de l’anglais vers l’espéranto dans Google Translate.

## Volumes

### Version originale
La série paraît d'abord en comic books à la périodicité en général mensuelle, republiés plus tard en trade paperbacks (albums à couverture souple) regroupant 6 numéros mensuels. Un volume à couverture rigide (hardcover) regroupant les 18 premiers numéros est également paru.
La série a été mise en pause par ses auteurs après la publication du numéro 54. Brian K. Vaughan révèle en 2019 que ces 54 numéros représentent l'exacte moitié de l'histoire complète, "une épopée en 108 numéros". Fiona Staples souffrant alors d'un « léger burn-out », cette étape lui semblait donc idéale pour s'arrêter momentanément. Les 54 premiers numéros sont republiés dans un recueil à couverture souple intitulé Saga : Compendium One en octobre 2019.
La reprise de la publication de la série est annoncée pour le 26 janvier 2022 avec le numéro 55, exceptionnellement un volume double de 44 pages. Vaughan et Staples ont recommencé à produire des pages en 2020 mais la pandémie de covid a ralenti leur travail et différé leurs projets de publication.
Parution des trade paper backs
- Saga Volume One, Saga #1-6, Image Comics, 10 octobre 2012,  (ISBN 978-1-60706-601-9)
- Saga Volume Two, Saga #7-12, Image Comics, 2 juillet 2013,  (ISBN 978-1-60706-692-7)
- Saga Volume Three, Saga #13-18, Image Comics, 25 mars 2014,  (ISBN 978-1-60706-931-7)
- Saga Volume Four, Saga #19-24, Image Comics, 17 décembre 2014,  (ISBN 978-1-63215077-6)
- Saga Volume Five, Saga #25-30, Image Comics, 30 septembre 2015,   (ISBN 978-163215438-5)
- Saga Volume Six, Saga #31–36, Image Comics, 29 juin 2016,  (ISBN 978-1632157119)
- Saga Volume Seven, Saga #37-42, Image Comics, 29 mars 2017,  (ISBN 978-1534300606)
- Saga Volume Eight, Saga #43-48, Image Comics, 2 février 2018,  (ISBN 978-1534303492)
- Saga Volume Nine, Saga #49-54, Image Comics, 19 septembre 2018,  (ISBN 978-1534308374)
- Saga Volume Ten, Saga #55-60, Image Comics, 11 octobre 2022,  (ISBN 978-1534323346)
- Saga Volume Eleven, Saga #61-66, Image Comics, 29 novembre 2023,  (ISBN 978-1534399136)

Parution en compedium paperback
- Saga Compendium One, Saga #1-54, Image Comics, 9 octobre 2019, (ISBN 978-1534313460)

Parution en hardcover
- Saga Book One HC, Saga #1-18, Image Comics, 19 novembre 2014,  (ISBN 978-1-63215-078-3)
- Saga Book Two HC, Saga #19-36, Image Comics, 19 avril 2017,  (ISBN 978-1632159038)
- Saga Book Three, Saga #37-54, Image Comics, 4 juin 2019,  (ISBN 978-1534312210)

### Traduction française
Chaque tome français correspond à un volume traduit des trade paper backs américains, soit six chapitres par tome.
- Tome 1, Urban Comics, 15 mars 2013,  (ISBN 978-2-3657-7201-3)[9]
- Tome 2, Urban Comics, 20 septembre 2013,  (ISBN 978-2-3657-7257-0) (traduction: Jérémy Manesse)
- Tome 3, Urban Comics, 11 avril 2014,  (ISBN 978-2-3657-7374-4)
- Tome 4, Urban Comics, 30 janvier 2015,  (ISBN 978-2-3657-7428-4) (traduction: Jérémy Manesse)[10]
- Tome 5, Urban Comics, 23 octobre 2015,  (ISBN 978-2-3657-7695-0)
- Tome 6, Urban Comics, 7 octobre 2016,  (ISBN 978-2-3657-7864-0)
- Tome 7, Urban Comics, 19 mai 2017,  (ISBN 978-2-3657-7924-1)
- Tome 8, Urban Comics, 23 février 2018,  (ISBN 979-1026811961)
- Tome 9, Urban Comics, 16 novembre 2018,  (ISBN 979-1026815280)
- Tome 10, Urban Comics, 7 octobre 2022,  (ISBN 979-1026815372)
- Tome 11, Urban Comics, 24 novembre 2023,  (ISBN 979-1026822615)
- Tome 12, Urban Comics, 23 mai 2025,  (ISBN 979-1026821526)

## Prix et récompenses
La série a reçu trois prix Eisner en 2013 : meilleure série (Best Continuing Series), meilleur scénariste (Best Writer) et meilleure nouvelle série (Best New Series).
Le premier volume de la série a obtenu le prix Hugo de la meilleure histoire graphique 2013 (Best Graphic Story) et a été nommé en sélection officielle du Festival d'Angoulême 2014. Le troisième volume est, quant à lui, nommé en sélection officielle du Festival d'Angoulême 2015.
En 2014, la série obtient de nouveaux prix Eisner ; le prix de la meilleure série (Best Continuing Series), tandis que Brian K. Vaughan est encore consacré meilleur scénariste (Best Writer). Fiona Staples obtient quant à elle le prix du meilleur dessinateur (Best Painter/ Multimedia Artist).
Saga a également été distingué par plusieurs prix Harvey : meilleure série (Best Continuing or Limited Series) en 2013 et 2014, meilleure nouvelle série (Best New Series) en 2013, meilleur numéro ou histoire (Best Single Issue or Story) pour Saga no 1 en 2013, meilleur scénariste (Best Writer) pour Brian K. Vaughan sur Saga en 2013 et 2014, meilleur dessinateur (Best Artist) pour Fiona Staples sur Saga en 2013 et 2014, qui obtient encore pour son travail sur la série le prix du meilleur coloriste (2013) et celui du meilleur dessinateur de couverture (2014).
En 2015, Saga obtient pour la troisième fois consécutive l'Eisner de la meilleure série, performance que seule Sandman avait réussi à réaliser auparavant, et devient la première série à récolter trois prix Harvey de la meilleure série consécutifs. En 2016, la série obtient pour la quatrième fois consécutive le prix Harvey de la meilleure série, battant son propre record.
En 2017, Saga obtient son quatrième Eisner de la meilleure série, battant ainsi le record co-détenu avec Sandman.
Le tome 11 de la série a obtenu le prix Hugo de la meilleure histoire graphique 2024 et fait partie de la sélection officielle du Festival d'Angoulême 2024.